# Pep Sallés Mauri
Pep Sallés Mauri (Sabadell, 10 de febrer de 1956) és un pintor, dissenyador d’interiors i escenògraf català. És fill de la pastisseria Sallés de Sabadell, on han treballat l'avi, el pare i, ara, un germà seu. Va estudiar a l'Escola Eina.
El 1995 va fundar, amb l'arquitecte Ildefons Valls, l’estudi d’interiorisme i arquitectura Sallés-Valls, reconvertit avui en Essa Arquitectura. Des d'aquest estudi, ha firmat molts projectes d'interiorisme a Sabadell, ja sigui en habitatges i establiments privats com en edificis públics. Són obra seva l'interior del bar de Ca l'Estruch, les terrasses i les noves habitacions de l'Hotel Urpí i l'interiorisme del bar de l'Acadèmia de Belles Arts, entre molts altres.

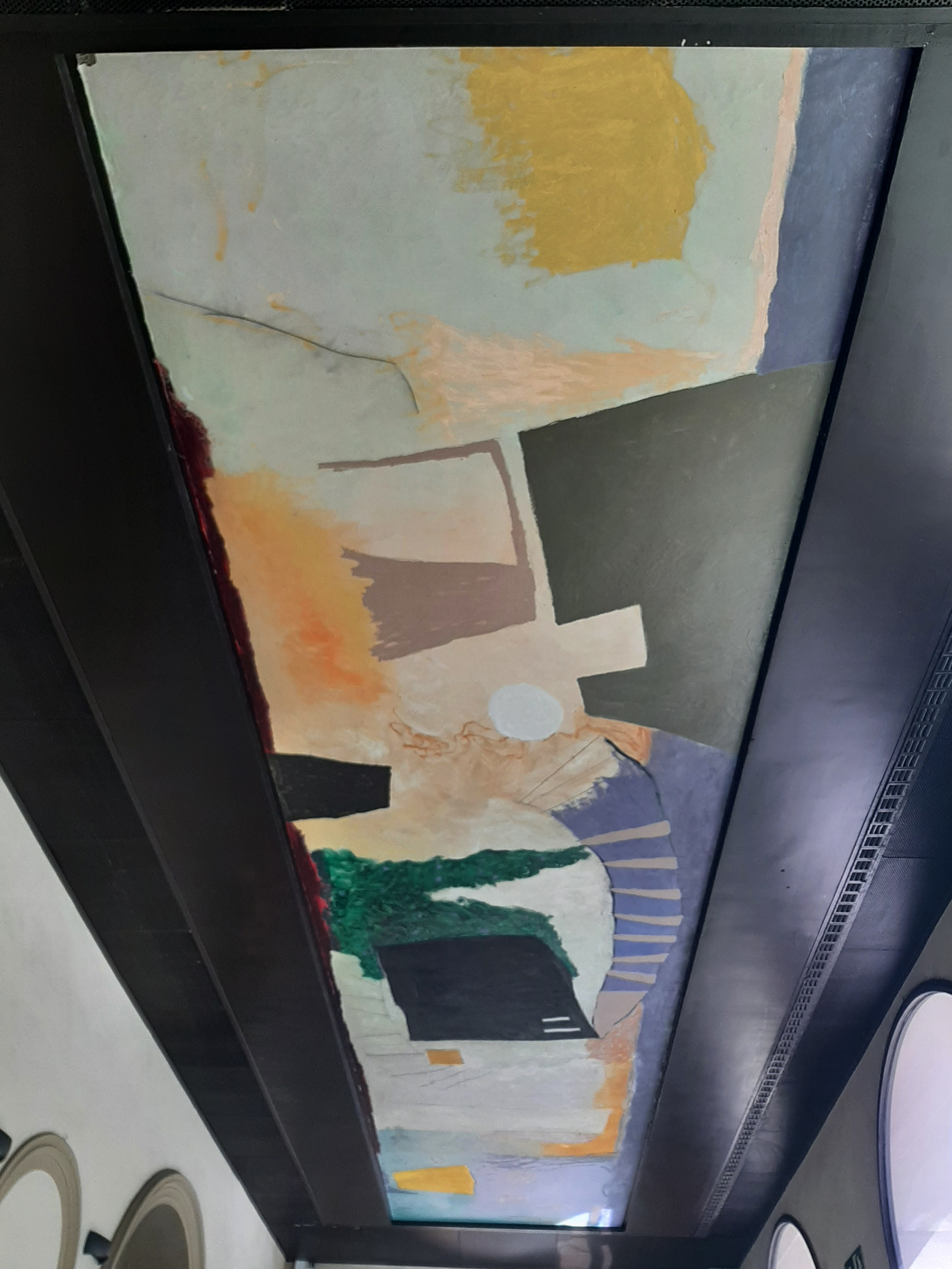
Mural de Pep Sallés en un sostre de la planta baixa de la Casa de la Vila de Sabadell, datat de l'any 1991

En el camp de la pintura, destaquen exposicions diverses. El 2013 va participar en l'exposició col·lectiva "Col·lecció SBD’Art Sobre Cotó".
Pep Sallés també ha dissenyat i construït escenografies vàries per a obres teatrals, en principi acompanyat de Josep Madaula. Principalment ha treballat en obres del director Joan Ollé.

## Exposicions destacades
- 2022 - Antològica, dins el conjunt monàstic de Sant Llorenç prop Bagà, a Guardiola de Berguedà[8][1]
- 2023 - Simbiosi espai-pintures Pep Sallés. Tribut al Florenci i a la Geneta[9][10]
- 2024 - Estructures de color, a la Galeria Sis[11][12]